# كريفيتس
سريويتز (بالألمانية: Crivitz) هي بلدة ألمانية تقع في ألمانيا في مكلنبورغ فوربومرن. يقدر عدد سكانها بـ 4,806 نسمة .

## توأمة
لكريفيتس اتفاقيات توأمة مع كل من:
- كريفيتز
- سيفورد [الإنجليزية]‏
- Bönningstedt [الإنجليزية]‏

## أعلام
- تورستن شميتز
- أرمين كريمر